# Georg-Melches-Stadion
Georg-Melches-Stadion är en fotbollsarena i norra Essen (Essen-Bergeborbeck) i Tyskland och hemmaarena för Bundesligalaget Rot-Weiss Essen. Arenan tar 15 000 åskådare varav 11000 stående. Arenan har bara tre läktare, två rena ståplatsläktare samt huvudläktaren som är en ren sittplatsläktare.

## Läktare
- Norra läktaren, en enorm helt övertäckt ståplatsläktare för 14 000 personer. Sedan säsong 2005/2006 måste den delas med gästande supportrar som har fått 2 100 platser på den del som ligger längst till väster.
- Östra läktaren, är en helt övertäckt kortsideläktare med samma höjd som den östra läktaren. På denna läktare står det endast RWE-supportrar och bland dessa märks ultras gruppen Ultras Essen bäst.
- Huvudläktaren, byggår 1956 med 4 350 sittplatser varav 4 000 under tak. I denna läktare hittar man supporterpuben och klubbens souvenirbutik.
- Västra läktaren, gamla västkurvan revs i början av 1990-talet och nuförtiden finns det VIP-tält här samt byggställningar där olika fangrupperingar kan sätta upp flaggor.

## Hitta
- Extrabussar går alla matchdagar från centralstationen i Essen (Essen Hbf)
- Spårvagn 101 från Essen Hbf, gå av vid Essen-Bergeborbeck och ta första höger efter hållplatsen vilket är början av Hafenstrasse vilket är Rot-Weiss Essens hemadress.
- Pendeltåg, S-Bahn S2 till Essen-Bergeborbeck Bf från Duisburg Hbf, Oberhausen Hbf eller Gelsenkirchen Hbf. Detta tåg går bara en gång i timmen så det är rekommenderat att ta spårvagn eller extrabuss från Essen Hbf.